# Kinnaird Head Lighthouse
Das Kinnaird Head Lighthouse, deutsch Kinnaird-Head-Leuchtturm, ist ein Leuchtturm in der schottischen Kleinstadt Fraserburgh in der Council Area Aberdeenshire. 1971 wurde der Leuchtturm in den schottischen Denkmallisten in der höchsten Kategorie A gelistet.

## Geschichte
Das Kap Kinnaird Head war vermutlich seit dem 13. Jahrhundert Standort einer Spornburg der Comyns. Am 6. März 1570 wurde am Standort mit dem Bau des Tower House Kinnaird Castle begonnen. 1786, im Jahr seiner Gründung, erwarb das Northern Lighthouse Board das Tower House. Auf Basis des Tower House wurde nach einem Entwurf von Thomas Smith das Kinnaird Head Lighthouse errichtet. Am 1. Dezember 1787 nahm der Leuchtturm seinen Betrieb auf. Damit war das Kinnaird Head Lighthouse der erste Leuchtturm des Northern Lighthouse Boards. Mit seinen 17, in drei Reihen angeordneten Reflektoren besaß das mit Walfischöl betriebene Leuchtfeuer zu Bauzeiten außerdem die höchste Leuchtstärke. Seine Tragweite betrug 22–25 Kilometer.
Als Ingenieur des Northern Lighthouse Boards wurde Thomas Smiths Schwiegersohn Robert Stevenson 1824 mit der Überarbeitung des Kinnaird Head Lighthouse betraut. Im Zuge dieser Arbeiten wurde der Turm innerlich überarbeitet, eine neue Laterne installiert und Behausungen für die Leuchtturmwärter errichtet. Alan Stevenson installierte 1851 ein dioptrisches System. 1906 wurde das Licht auf reinweiß umgestellt. Die Tragweite des weißen Lichts, das im 5-Sekunden-Takt aufleuchtete, betrug 22 Seemeilen (40 km). 1929 erhielt der Turm das erste Funkfeuer Schottlands. Obschon Fraserburgh auf Grund seiner Munitionsfabrik im Zweiten Weltkrieg mehrfach Ziel von Luftangriffen war, überstand der Leuchtturm den Krieg weitgehend unbeschadet. Lediglich zwei in rund 500 Meter Entfernung detonierte Bomben richteten leichte Schäden an.
Mit der Inbetriebnahme des neuen Leuchtturms im Jahre 1991 wurde das Kinnaird Head Lighthouse außer Betrieb gesetzt. Es wurde zwischenzeitlich museal ausgestaltet und als Museum of Scottish Lighthouses für Besucher geöffnet.